# آيت أكطيف (آيت أم البخث)
آيت أكطيف هي إحدى مشيخات المملكة المغربية، تتبع جغرافيا لإقليم بني ملال وإداريًا لآيت أم البخث. يقدر عدد سكانها بـ 2631 نسمة حسب الإحصاء الرسمي للسكان والسكنى لسنة 2004.